# Jim Browne
James Jim Browne (Midlothian, Illinois; 1 de enero de 1930 - Titusville, Florida; 23 de abril de 2003) fue un jugador de baloncesto estadounidense que disputó dos temporadas entre la BAA y la posterior NBA. Con 2,08 metros de estatura, jugaba en la posición de pívot.

## Trayectoria deportiva

### High School
Su etapa de instituto transcurrió en el Tilden High School de Chicago, Illinois.

### Profesional
Dio el salto al profesionalismo con 19 años, sin pasar por la universidad, fichando por los Chicago Stags de la BAA, pero únicamente llegó a disputar 4 partidos en los que únicamente llegó a anotar 3 puntos.
En la temporada 1949-50 probó suerte con los Denver Nuggets, en el único año de existencia de la franquicia en la NBA, disputando 31 partidos en los que promedió 1,5 puntos.

#### Estadísticas en la BAA y la NBA

##### Temporada regular
| Temporada | Edad | Equipo         | Liga  | P  | TIT | MIN | TC  | TCA | %TC  | 3P | 3PA | %3P | TL  | TLA | %TL  | R.OF. | R.DEF. | REB | ASIS | ROB | TAP | PER | FP  | PTS |
| 1948-49   | 19   | Chicago Stags  | BAA   | 4  |     |     | 0.3 | 0.5 | .500 |    |     |     | 0.3 | 0.5 | .500 |       |        |     | 0.0  |     |     |     | 1.0 | 0.8 |
| 1949-50   | 20   | Denver Nuggets | NBA   | 31 |     |     | 0.5 | 1.5 | .354 |    |     |     | 0.4 | 0.9 | .481 |       |        |     | 0.3  |     |     |     | 0.5 | 1.5 |
| Total     |      |                | TOTAL | 35 |     |     | 0.5 | 1.4 | .360 |    |     |     | 0.4 | 0.8 | .483 |       |        |     | 0.2  |     |     |     | 0.6 | 1.4 |
|           |      |                | NBA   | 31 |     |     | 0.5 | 1.5 | .354 |    |     |     | 0.4 | 0.9 | .481 |       |        |     | 0.3  |     |     |     | 0.5 | 1.5 |
|           |      |                | BAA   | 4  |     |     | 0.3 | 0.5 | .500 |    |     |     | 0.3 | 0.5 | .500 |       |        |     | 0.0  |     |     |     | 1.0 | 0.8 |